# Olsonska gården

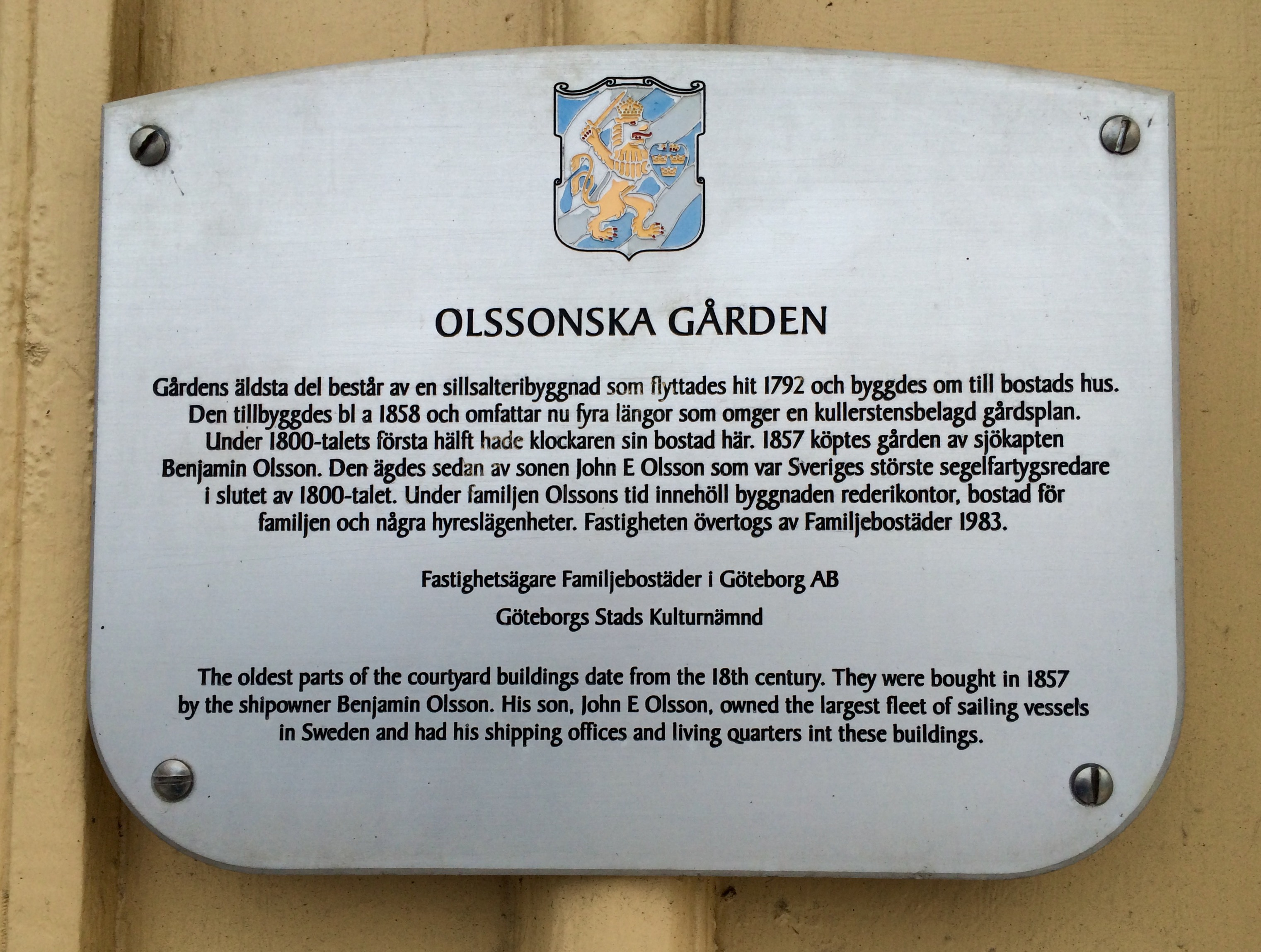
Informationsplakett uppsatt som en del av Göteborgs stads kulturnämnds "Projekt Husmärkning" under åren 2000–2001 med drygt hundra skyltar på några av stadens utmärkta hus.

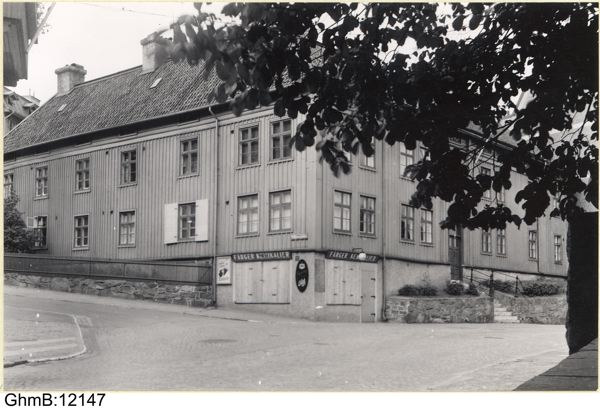
Olsonska gården, Allmänna Vägen 48 i juli 1940.

Olsonska gården ligger vid Allmänna Vägen 48, Mariebergsgatan 1 och Tellgrensgatan 1 i stadsdelen Majornas 2:a rote i Göteborg. Gården är den sista bevarade av de större handels- och hantverkargårdar, som var vanliga i Majorna under 1700- och 1800-talen.
Olsonska gården är byggnadsminne  enligt Kulturmiljölagen sedan den 9 december 1986. 
Det stora värdet ligger i att gårdskomplexet är det enda bevarade i sin art och att byggnaderna är mycket välbevarade. Byggnaderna anknyter väl till Majornas sjöfartstraditioner.

## Historik
Ursprungligen hette gården Marieberg vid Mariebergsgatan – namngiven 1803. År 1857 inköptes fastigheten av sjökaptenen Benjamin Olson, som skötte sin rederirörelse härifrån och gav gården dess nuvarande namn och utseende. Den Olsonska skeppsredargården är numera den sista kvarvarande borgargården i Majorna. Anläggningens äldsta del består av en sillsalteribyggnad från 1700-talet, som flyttades hit och byggdes om till bostadshus 1792.
I början av 1800-talet bodde församlingens klockare här. Enligt traditionen användes vinden som gudstjänstlokal under tiden Carl Johans kyrka byggdes. Benjamin Olson lämnade sjön och startade istället skeppsrederi. Bostad och kontor inreddes i huset. Sonen John E. Olson fortsatte och utvidgade verksamheten och blev vår siste store redare med segelfartyg.
Bostadshuset i två våningar mot Allmänna Vägen, byggt före 1790, förhöjdes 1868 och förlängdes dessutom med en tvåvåningsdel vid Tellgrensgatan. Det sammanbyggdes då med ett äldre envåningshus mot Mariebergsgatan. Samtidigt tillkom troligen de båda trapphusen mot gården och det med vedbodlängan sammanhängande avträdet med två avdelningar – den ena för herrskapet och den andra för tjänstefolket.
Vid en ombyggnad 1983–84 ersattes den svårt förfallna vedbodlängan av en ny ekonomibyggnad med i princip samma utseende, men avträdet är bevarat. Byggnadens exteriör, som i stort sett är oförändrad sedan 1870-talet, har ljust gulmålad lockpanel och gråfärgad putsad stensockel. Taken är täckta med tegel utom trapphusen, som har plåttak. I flera bostadslägenheter finns välbevarad fast inredning. Gårdskomplexet byggdes om med hjälp av tilläggslån, som beslutades i samråd med Riksantikvarieämbetet och Göteborgs historiska museum.

## Beskrivning

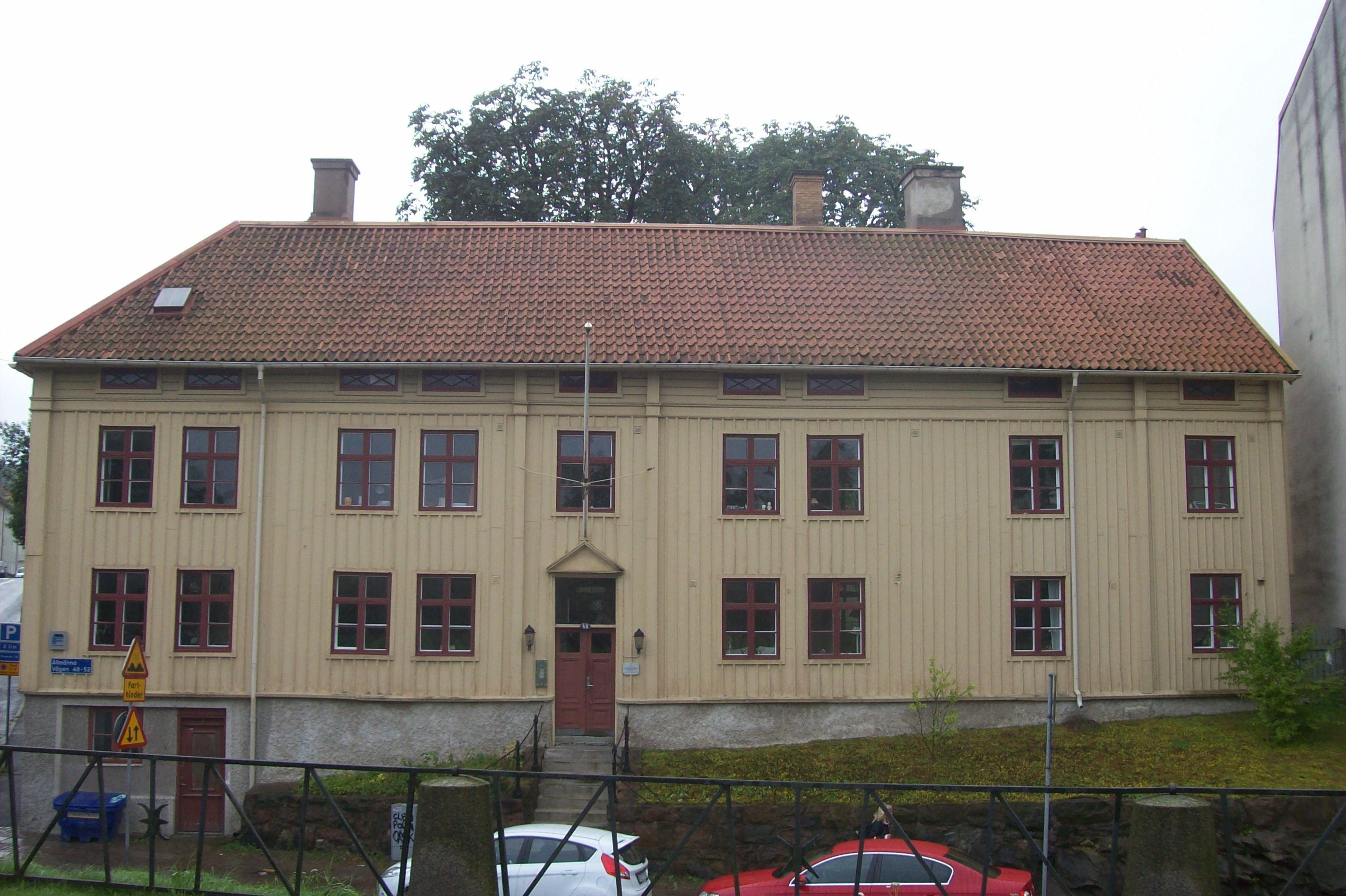
Olsonska gården med fronten mot Allmänna Vägen, september 2011.

Olsonska gården består av ett oregelbundet byggnadskomplex av trä med anor från 1700-talet, bestående av bostadshus och ekonomibyggnader kring en nästan helt sluten kullerstensbelagd gård, dominerad av tre åldriga kastanjer. I äldre tid omgavs huset mot Allmänna Vägen och Tellgrensgatan av en trädplanterad förgård. Olssonska gården består av ett vinkelbyggt bostadshus i två våningar, en envåningsdel med bostadsrum, tidigare brygghus och en uthuslänga sammanbyggd med ett dass. Mitt på gården står tre stora kastanjeträd. Mot Allmänna vägen och Tellgrensvägen finns det förträdgårdar.
I lägenheterna finns ett par stora spisar och dörrar från 1700-talet liksom kakelugnar och stuckatur bevarade från 1800-talet. Mest intressant är vinden, där väggarna är dekorerade huvudsakligen i blått på omålat mörknat trä. Långa farstun i huvudentrén är utsmyckad med skepp och emblem. Målningarna gjordes av Svea Olson – dotter till John E. Olson – teckningslärare vid Slöjdföreningen.